# 목포중앙초등학교
목포중앙초등학교는 대한민국 전라남도 목포시 호남동에 있는 공립 초등학교이다.

## 학교 연혁
- 1942년 6월 1일 목포동부공립국민학교 개교
- 1946년 8월 16일 목포중앙국민학교로 교명 변경
- 1996년 3월 1일 병설유치원 개원
- 1996년 3월 1일 목포중앙초등학교로 개칭
- 2006년 12월 28일 목포 영어 체험 마을 개원(목포시 및 목포교육청 지원)
- 2011년 9월 1일 제31대 김범석 교장 부임
- 2011년 12월 30일 체육시설 현대화, 후문 시설, 급식 통로 시설
- 2017년 8월 21일 본관 준공
- 2024년 3월 1일 제36대 김은선 교장 부임
- 2025년 1월 13일 제77회 졸업식(10명, 총수 22,715명)
- 2025년 3월 1일 7학급 편성(특수 1학급)

## 학교 상징
- 교화 - 철쭉(줄기찬 번영) : 꽃의 화사함은 물론 목부는 조각재로 쓰는 것을 감안하여 줄기찬 번영으로 '국가의 동량지재'(棟梁之材)가 되라는 의미
- 교목 - 향나무(푸른 기상) : 꽃이 4월에 피어 다음 해 10월에 익는 향나무의 습성, 즉 푸른 기상과 인내심을 본받고자 하는 의미
- 교색 - 녹색(안정과 희망) : 어린이들에게 꿈과 희망을 가꿀 수 있도록 안정과 희망 속에서 바르게 자라는 보금자리라는 의미

## 참고 자료
- 목포중앙초등학교 - 한국교육학술정보원 학교알리미